# Черепово (Смоленская область)
 Черепово — село в Хиславичском районе Смоленской области России. Расположено в юго-западной части области в 8,6 км к северо-востоку от Хиславичей, у автодороги Хиславичи –– Хицовка (автодорога А141).
Административный центр Череповского сельского поселения. Население — 649 жителей (2017 год).

## История
Первое упоминание села Черепово в Ивановском стане с Покровской церковью (поп Андрей Остафьев) нашлось в ревизских сказках 1-2 ревизий (1718 и 1743 года).
Село Черепово изображено на карте Смоленской губернии от 1773 года.
В середине XIX века упоминается как владельческое село Рославльского уезда, принадлежит графу Салтыкову. Имело 22 двора, 158 жителей, две церкви, лесопильный завод. В числе этих двух церквей была Церковь Покрова Пресвятой Богородицы — в своё время один из крупнейших и красивейших храмов Смоленщины, построенный помещиком З.Я. Малышевым.
Летом 1862 года здесь произошло восстание крестьян окрестных деревень, которые не хотели выходить из крепостного состояния на условиях, сформулированных в «Положениях 19 февраля 1861 года» и добивались новой «царской воли», по которой надеялись получить полное освобождение из-под власти помещика и сохранить весь дореформенный надел с прирезкой. Восстание в череповской вотчине было одним из крупных выступлений крестьян России в период проведения реформы 1861 года. Подавлено с использованием воинской силы.
Согласно спискам населенных мест Российской империи в деревне Черепово в 1859 году проживало 158 человек. В 1904 году — 235 человек (вместе с Муравьёво). 
До 1924 года деревня находилась в составе Ново-Руднянской и Стодолищенской волостей Рославльского уезда. С 1929 года в Хиславичском районе (в 1963-1965 году в Монастырщинском).
С 1931 года центр сельсовета , с 2004 года сельского поселения.

## Экономика
- МБОУ «Череповская основная школа»[6].

- Дом культуры.

- Магазин РАЙПО.

## Достопримечательности
- Могила лейтенанта Е.И. Захарова, погибшего в 1941 г. Установлен обелиск.
- Полуразрушенная Церковь Покрова Пресвятой Богородицы. Построена  в 1824 году на деньги помещика З.Я. Малышева. Церковь считается самым сложным сооружением зрелого классицизма в Смоленской области.[7]

## Фотогалерея

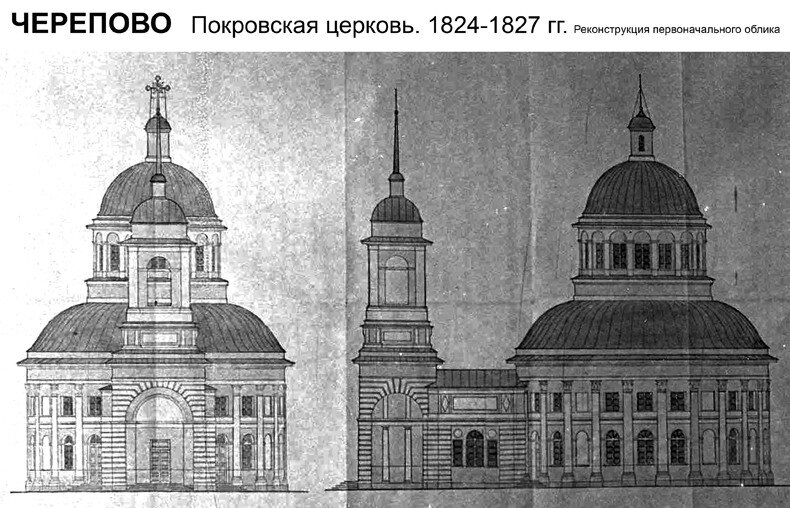
Реконструкция Покровского храма
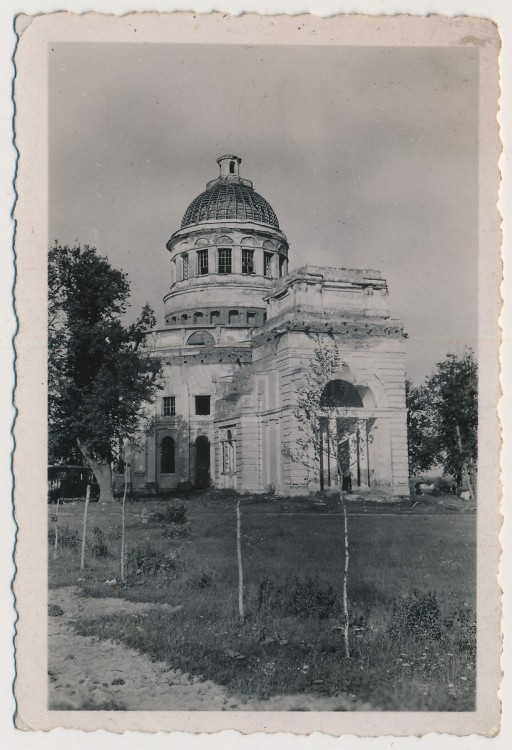
Покровский храм в 1942 г.
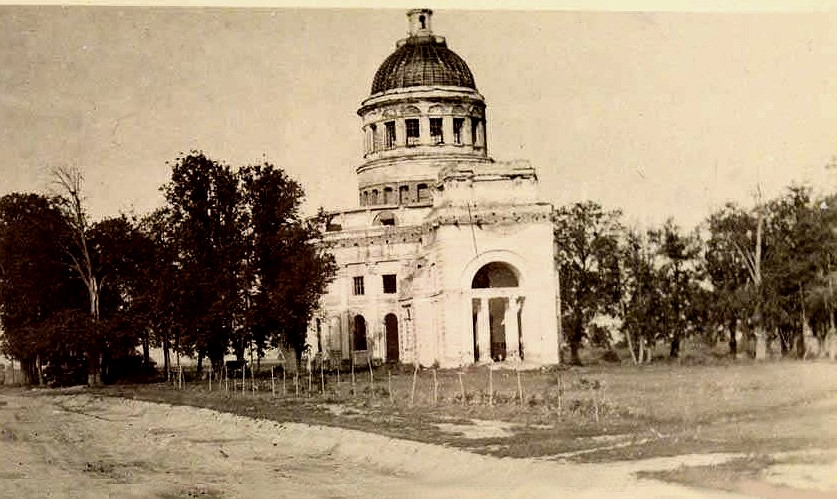
Покровский храм в 1942 г.
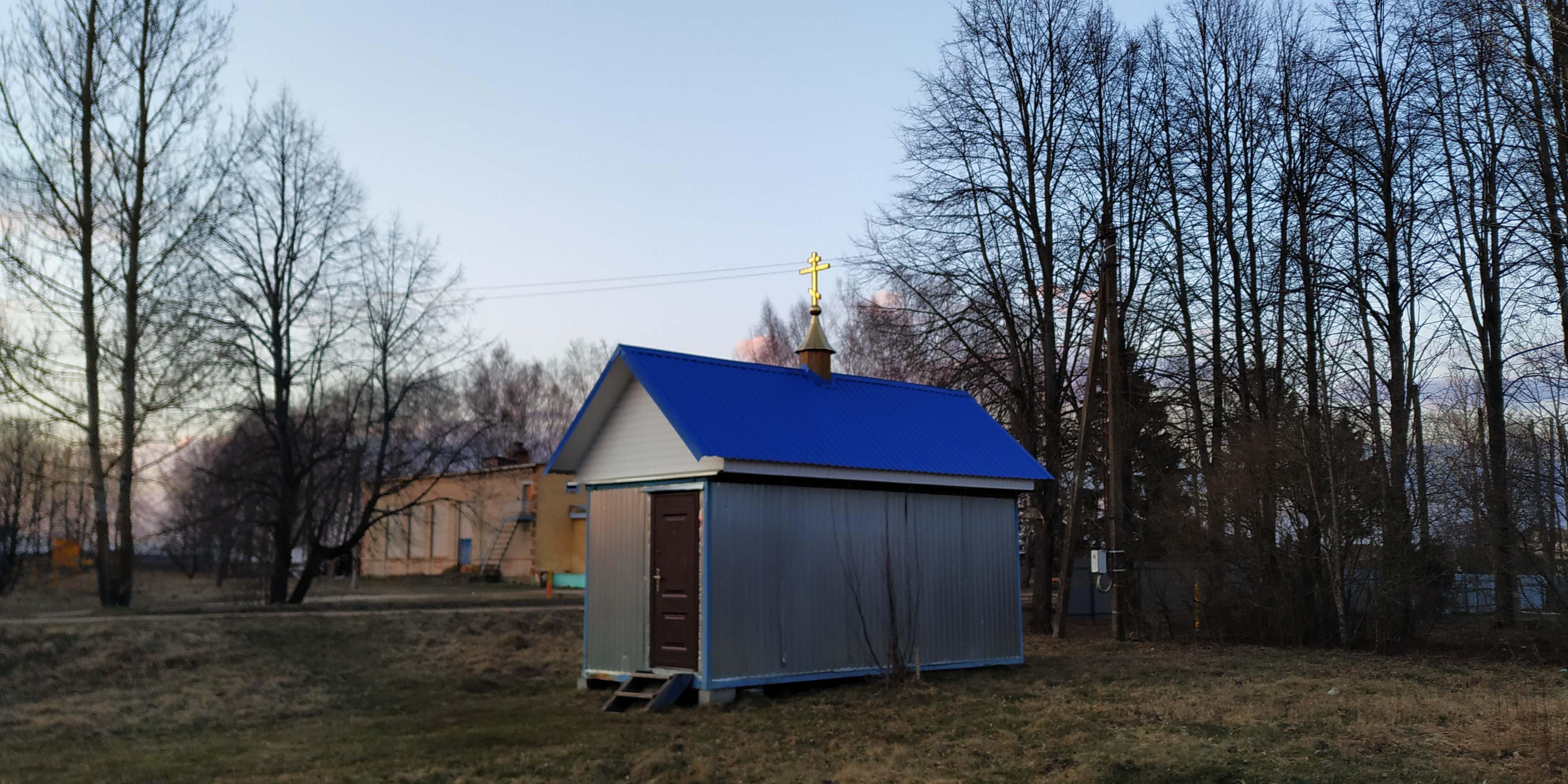
Временный храм-часовня, оборудованный рядом с разрушенным зданием старого храма
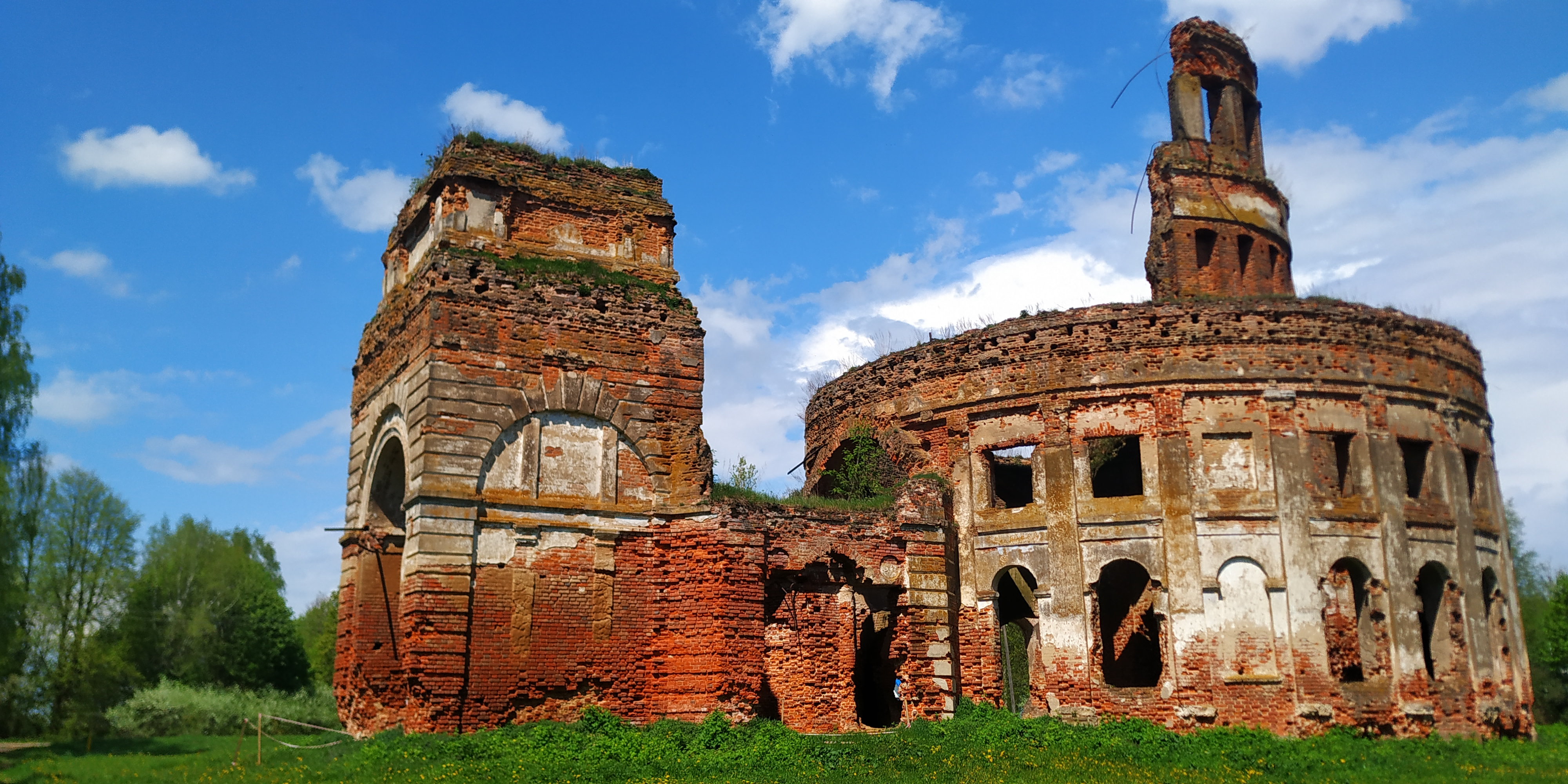
Покровский храм в 2021 г.
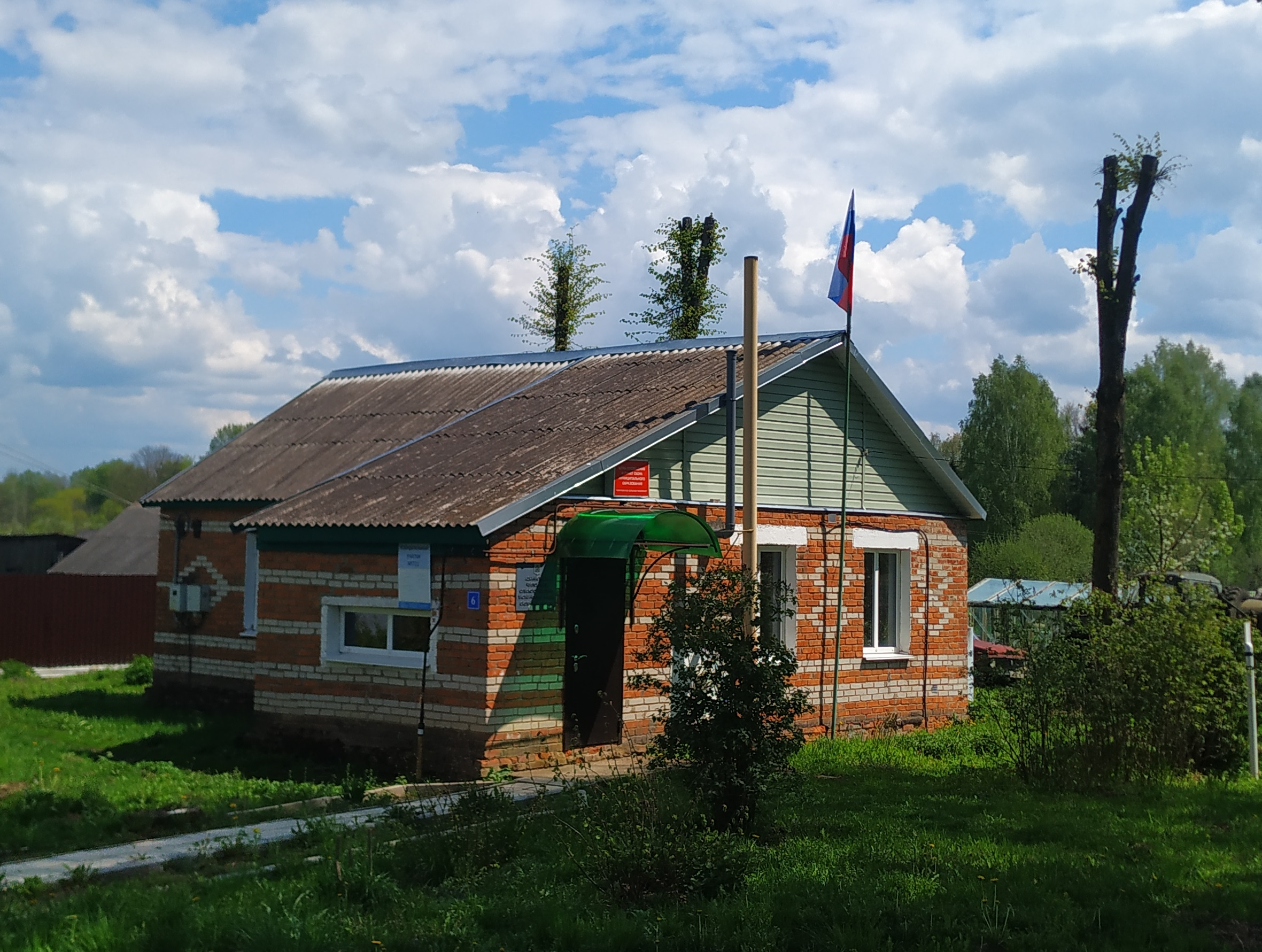
Администрация Череповского сельского поселения
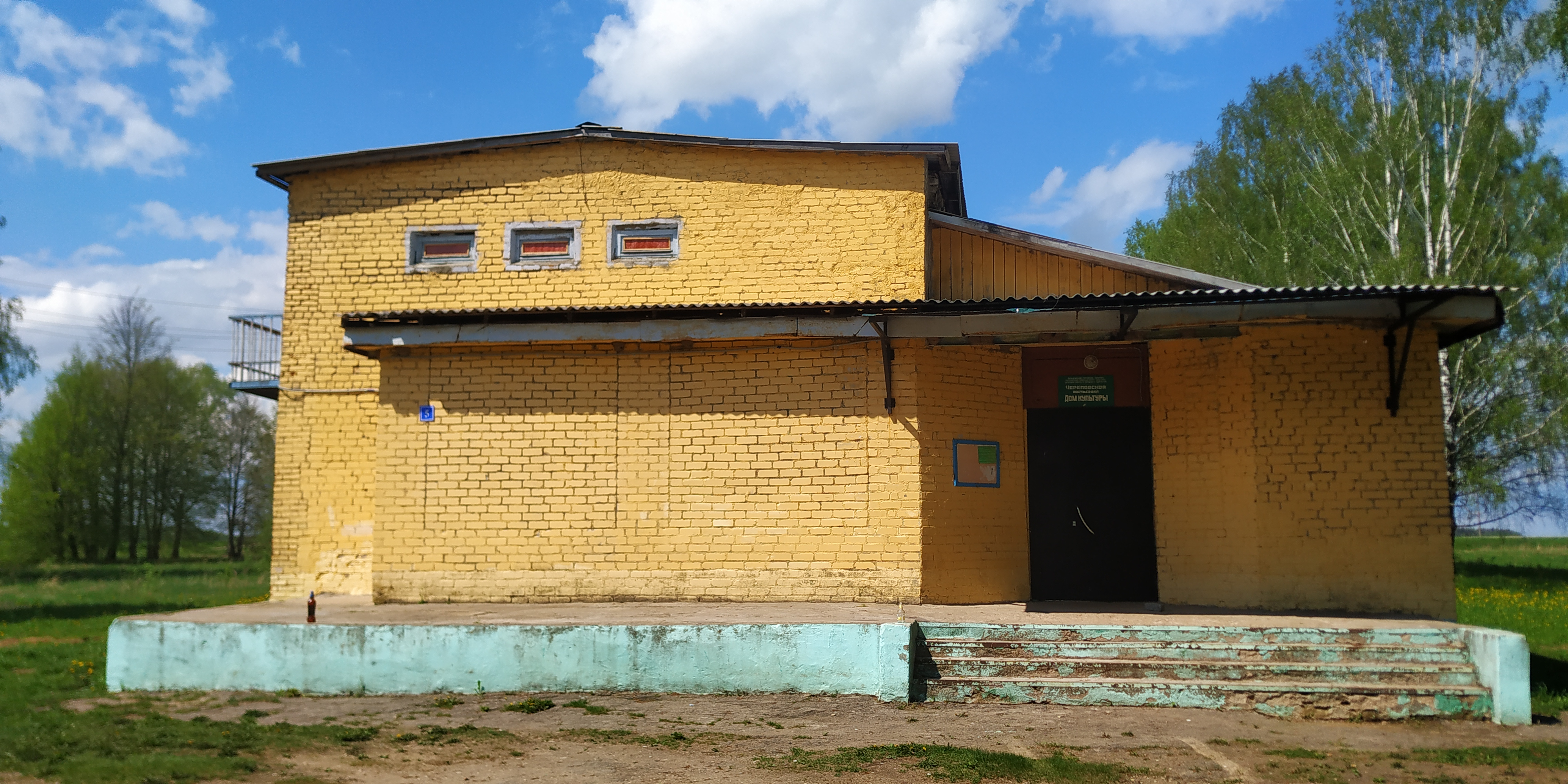
Дом культуры
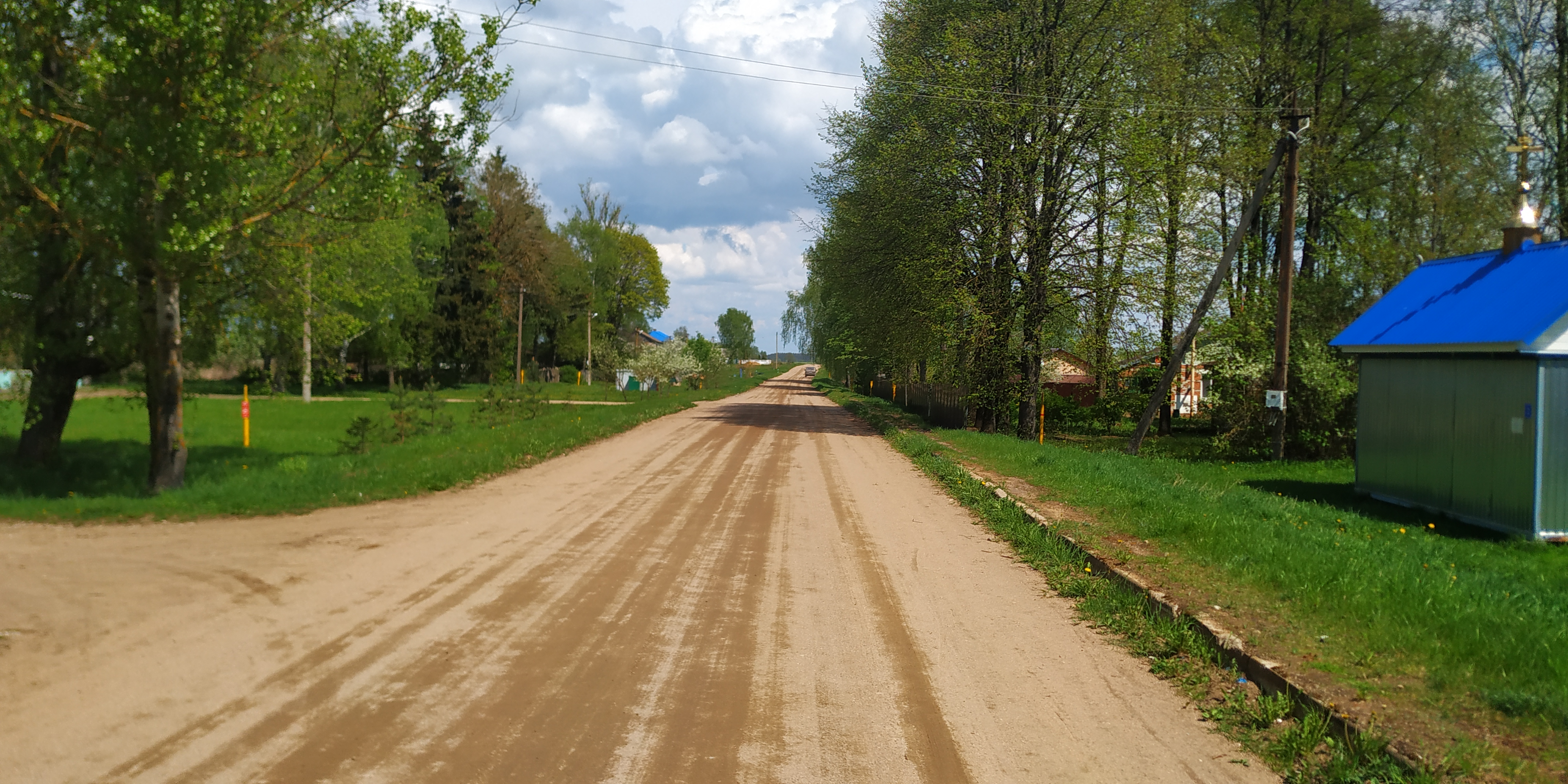
Улица Центральная
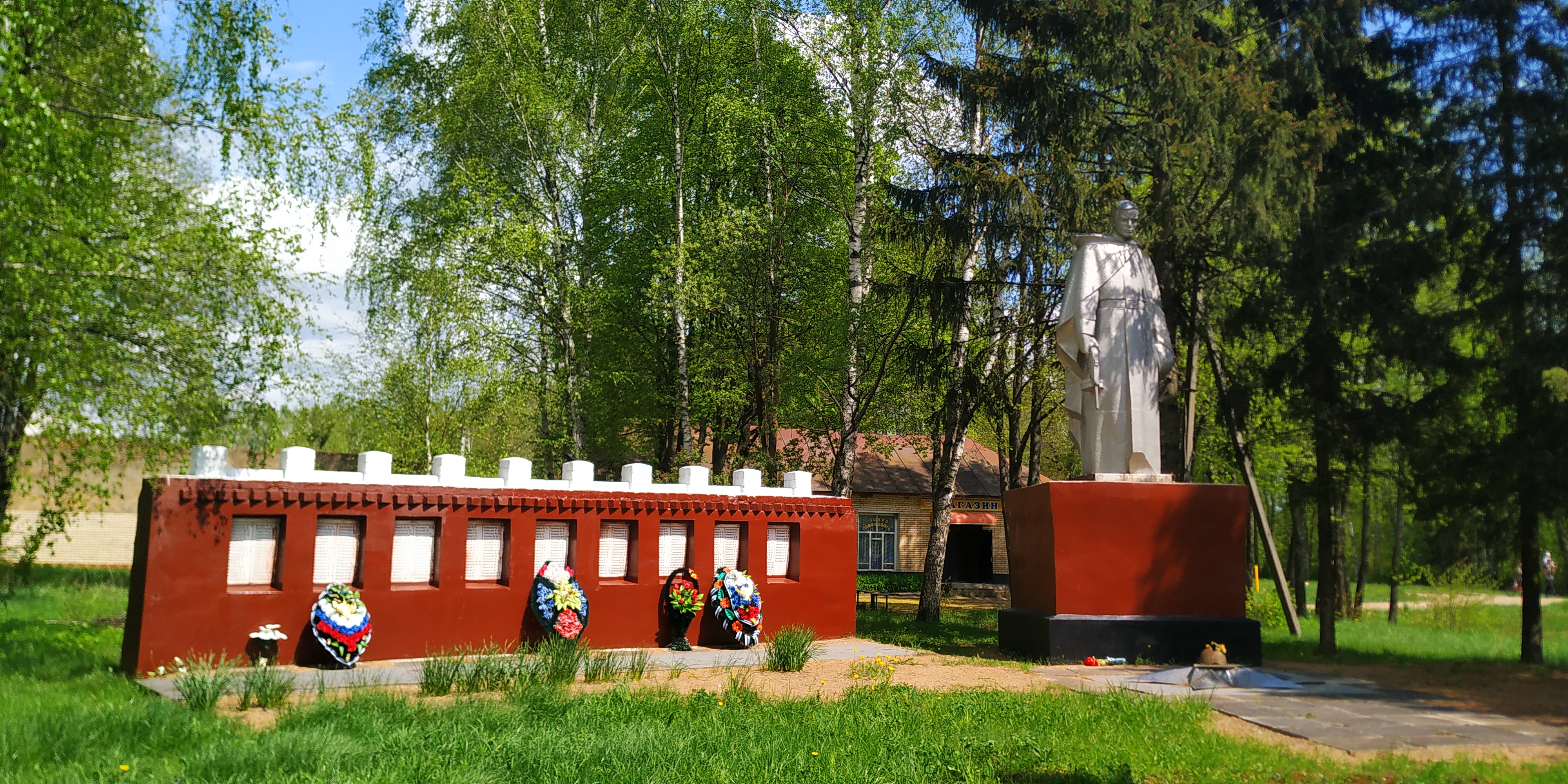
Обелиск памяти лейтенанта Е.И. Захарова и жителей деревни
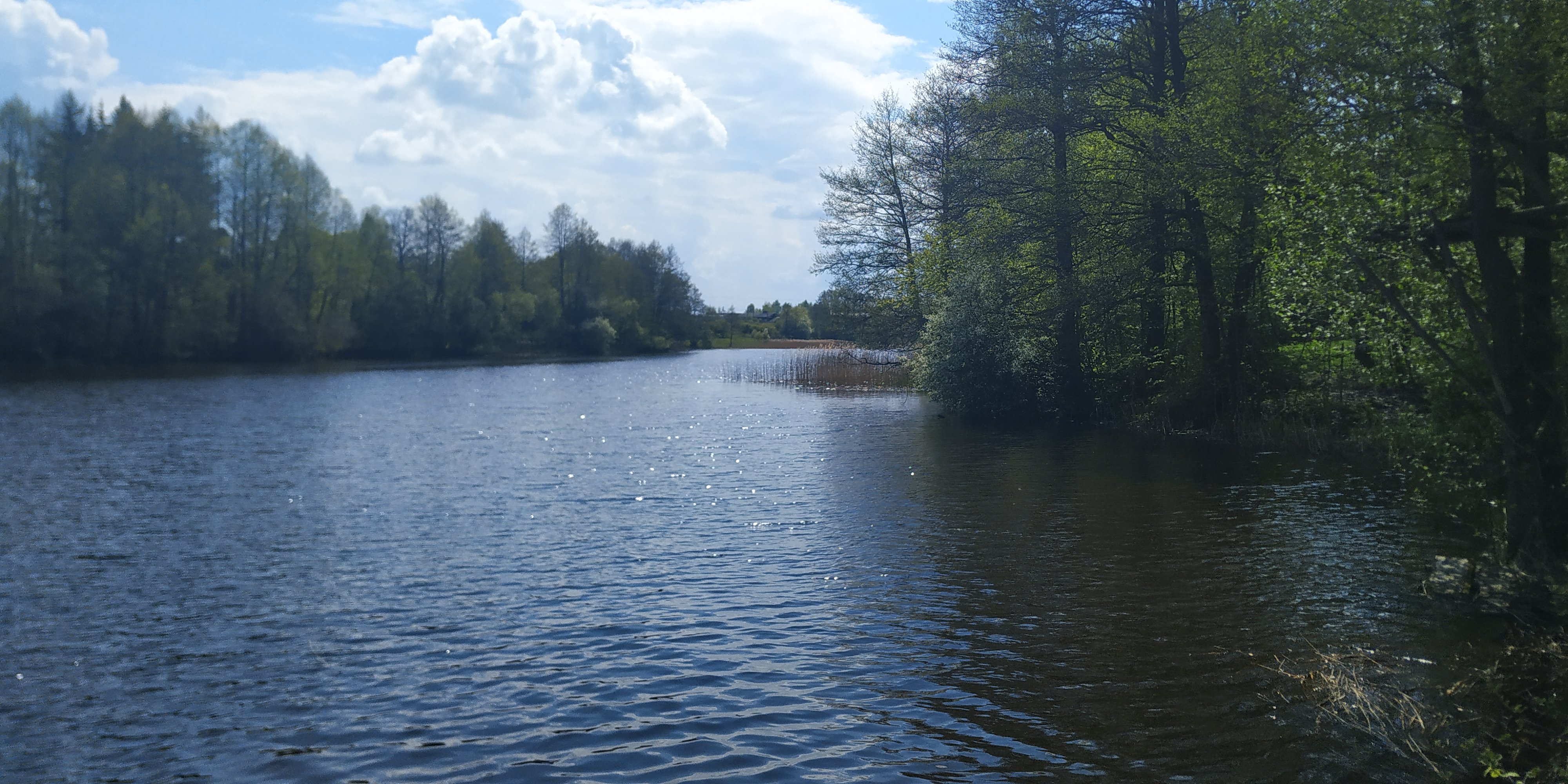
Озеро в деревне
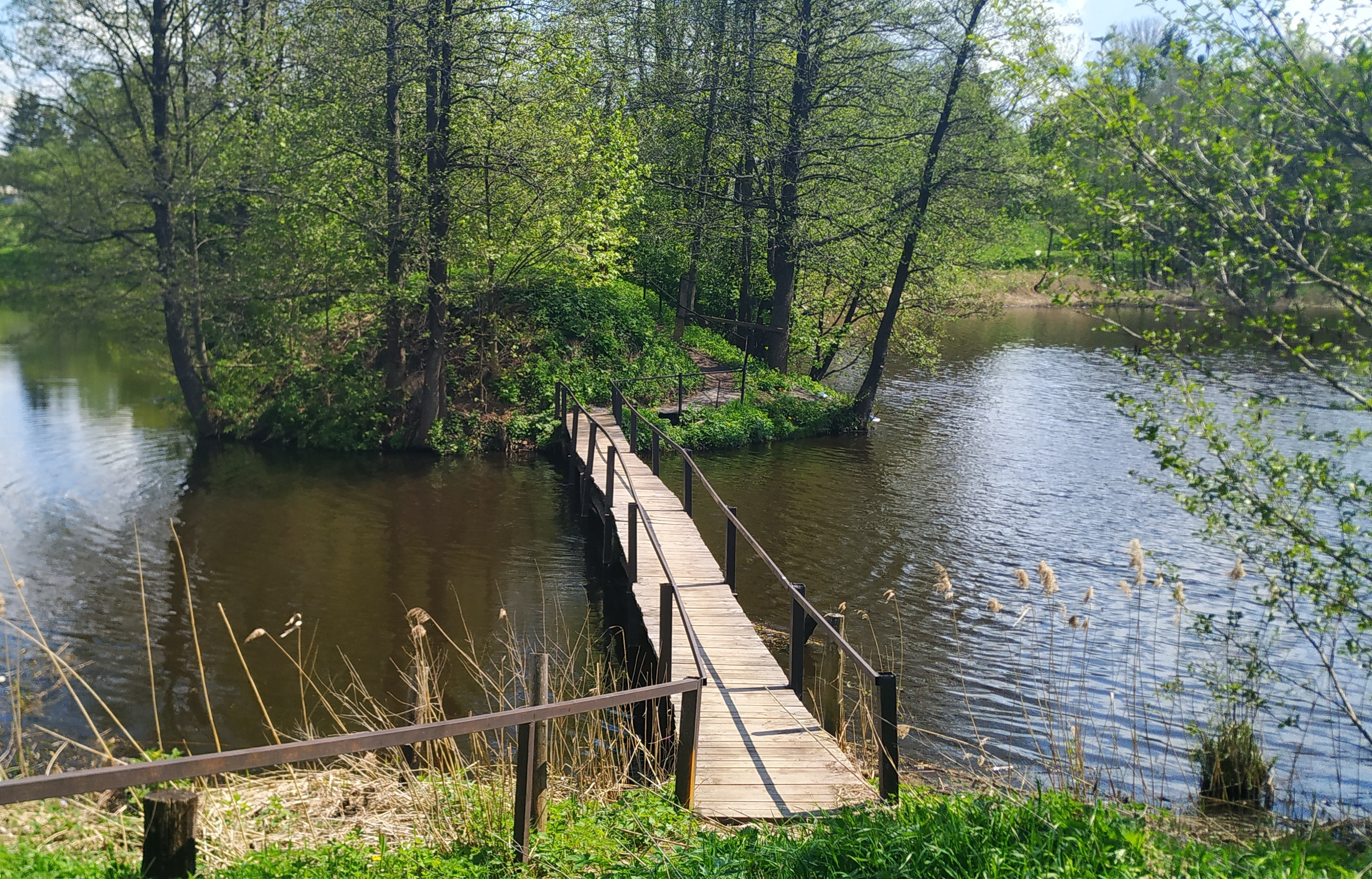
Мост через озеро
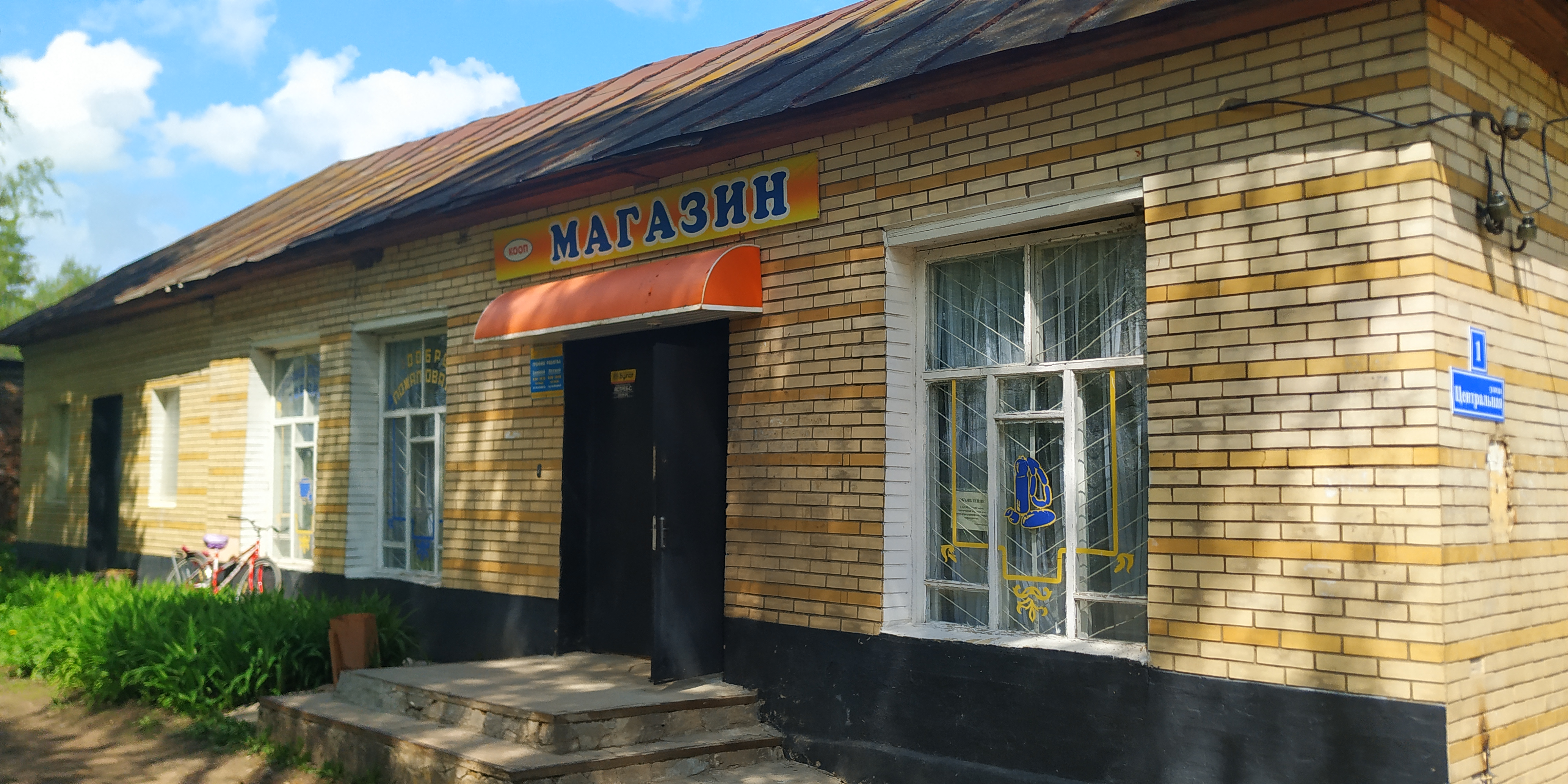
Магазин РАЙПО
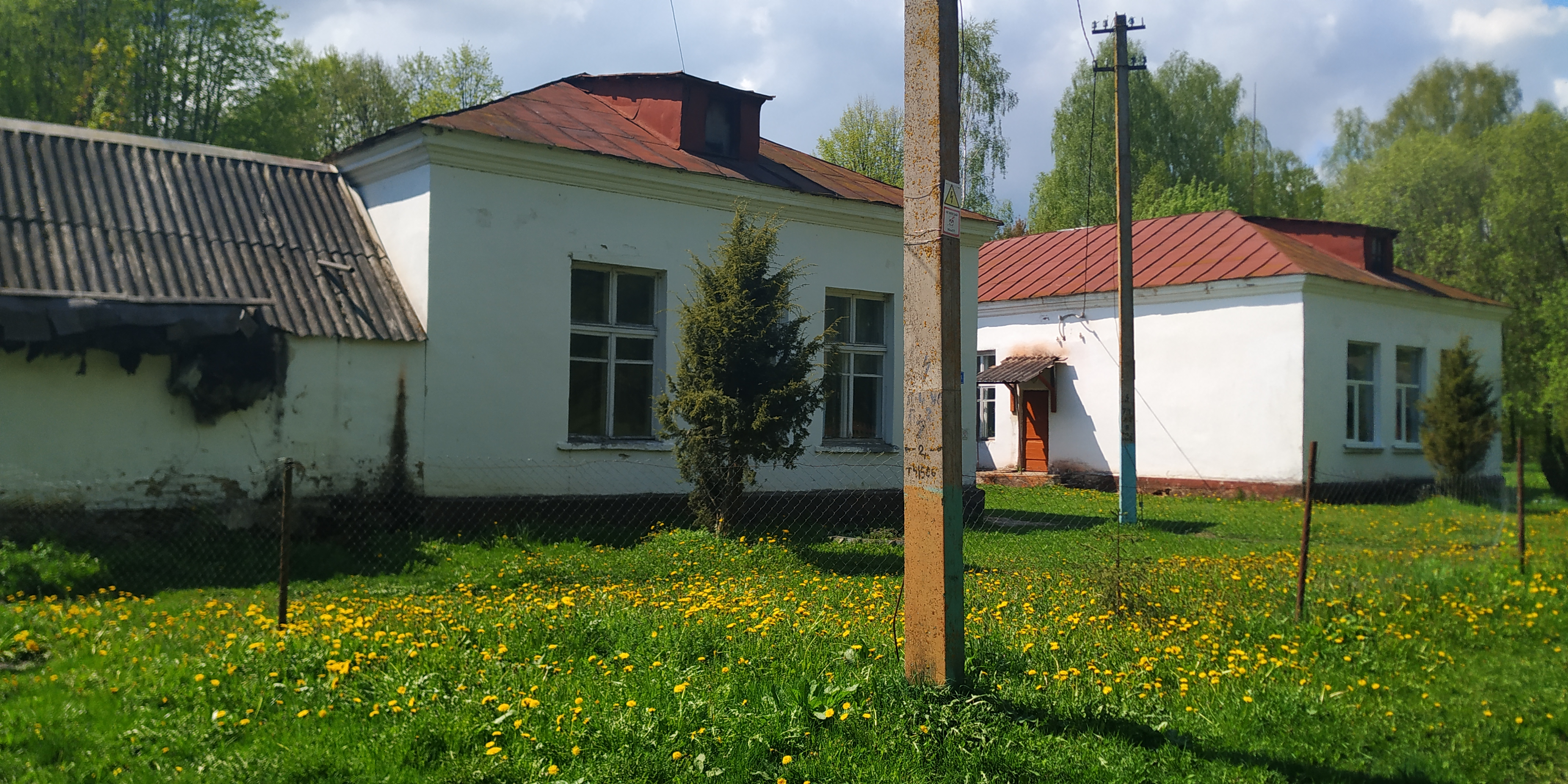
Череповская основная школа
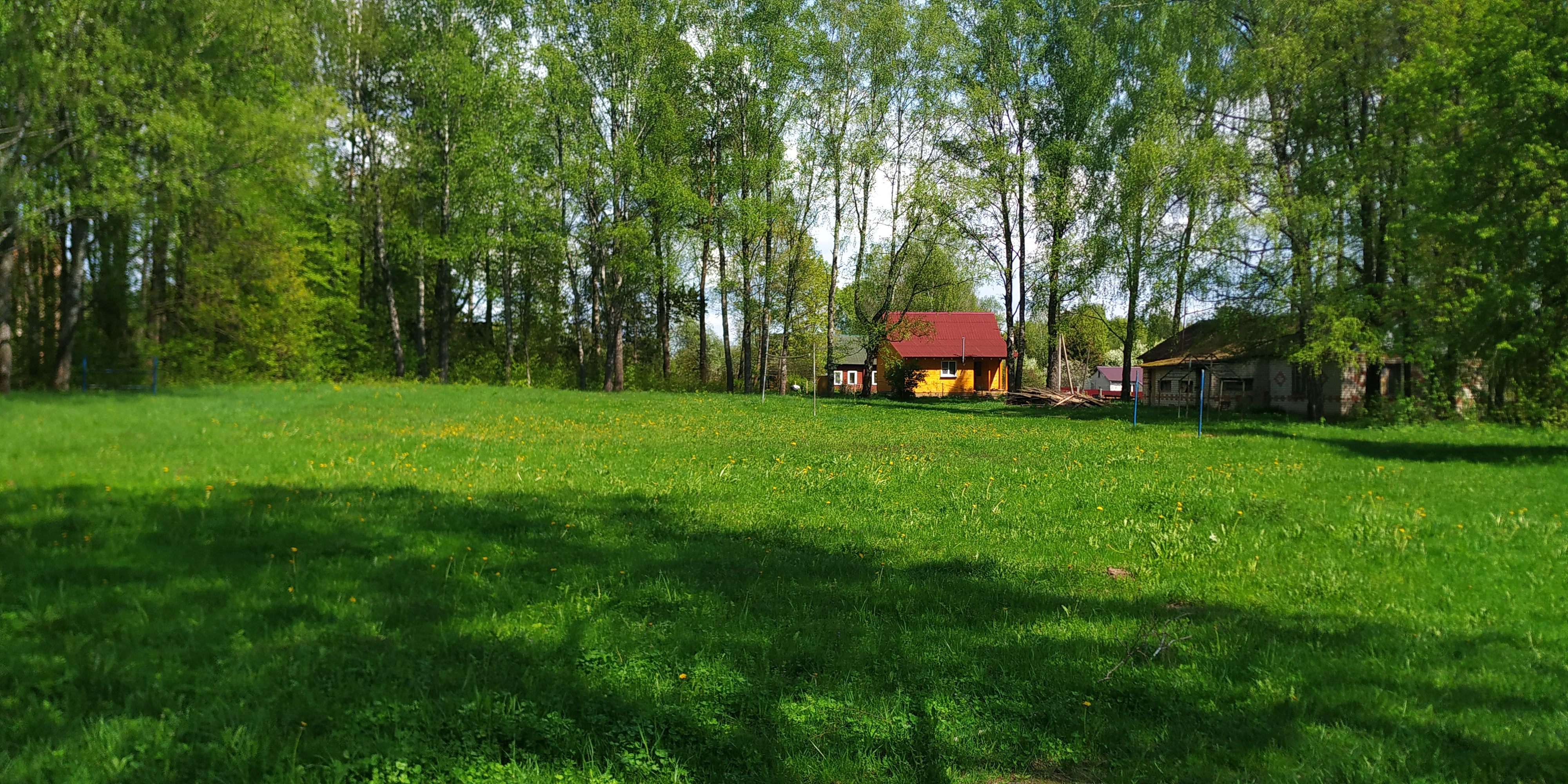
Спортплощадка на территории школы